# Nepál az 1980. évi nyári olimpiai játékokon
Nepál a szovjetunióbeli Moszkvában megrendezett 1980. évi nyári olimpiai játékok egyik részt vevő nemzete volt. Az országot az olimpián 3 sportágban 10 sportoló képviselte, akik érmet nem szereztek.

## Atlétika
Férfi
| Versenyző             | Versenyszám | Előfutam | Előfutam | Előfutam | Negyeddöntő | Negyeddöntő | Negyeddöntő | Elődöntő | Elődöntő | Elődöntő | Döntő   | Döntő    |
| Versenyző             | Versenyszám | Idő      | Hely.    | Össz.    | Idő         | Hely.       | Össz.       | Idő      | Hely.    | Össz.    | Idő     | Helyezés |
| --------------------- | ----------- | -------- | -------- | -------- | ----------- | ----------- | ----------- | -------- | -------- | -------- | ------- | -------- |
| Raghu Raj Onta        | 100 m       | 11,61    | 7.       | 63.      | kiesett     | kiesett     | kiesett     | kiesett  | kiesett  | kiesett  | kiesett | kiesett  |
| Laxman Basnet         | 5000 m      | 16:11,7  | 11.      | 35.      |             |             |             | kiesett  | kiesett  | kiesett  | kiesett | kiesett  |
| Nara Bahadur Dahal    | 10 000 m    | 31:19,8  | 13.      | 32.      |             |             |             |          |          |          | kiesett | kiesett  |
| Baikuntha Manandhar   | Maraton     |          |          |          |             |             |             |          |          |          | 2:23:51 | 37.      |
| Mukunda Hari Shrestha | Maraton     |          |          |          |             |             |             |          |          |          | 2:38:52 | 45.      |

## Ökölvívás
| Versenyző      | Versenyszám  | Selejtező         | 32-es főtábla                        | Nyolcaddöntő             | Negyeddöntő       | Elődöntő          | Döntő             | Helyezés |
| Versenyző      | Versenyszám  | Ellenfél Eredmény | Ellenfél Eredmény                    | Ellenfél Eredmény        | Ellenfél Eredmény | Ellenfél Eredmény | Ellenfél Eredmény | Helyezés |
| -------------- | ------------ | ----------------- | ------------------------------------ | ------------------------ | ----------------- | ----------------- | ----------------- | -------- |
| Rabi Raj Thapa | Légsúly      |                   | erőnyerő                             | Váradi János (HUN) · RSC | kiesett           | kiesett           | kiesett           | 9.       |
| Narendra Poma  | Pehelysúly   | erőnyerő          | Sidnei dal Rovere (BRA) · RSC        | kiesett                  | kiesett           | kiesett           | kiesett           | 17.      |
| Bishnu Malakar | Kisváltósúly |                   | Rju Bunhva (Ryu Bun-Hwa) (PRK) · RSC | kiesett                  | kiesett           | kiesett           | kiesett           | 17.      |

RSC – a mérkőzésvezető megállította a mérkőzést

## Súlyemelés
| Versenyző         | Versenyszám | Szakítás | Szakítás | Lökés    | Lökés    | Összesen | Helyezés |
| Versenyző         | Versenyszám | Eredmény | Helyezés | Eredmény | Helyezés | Összesen | Helyezés |
| ----------------- | ----------- | -------- | -------- | -------- | -------- | -------- | -------- |
| Ashok Kumar Karki | 56 kg       | 65,0     | 21.      | 80,0     | 18.      | 145,0    | 18.      |
| Rajendra Pradhan  | 60 kg       | 67,5     | 16.      | 85,0     | 15.      | 152,5    | 15.      |